# Golubov kamen
Golubov kamen naziv je za stjenoviti brdski masiv koji se smjerom sjeverozapad - jugoistok proteže iznad izvora dubrovačke rijeke Omble.

## Zemljopisni položaj
Sam vrh Golubovog kamena nalazi se na oko 390 m nadmorske visine, sjeveroistočno i oko 200 m zračne linije daleko od izvora rijeke Omble. Cijeli masiv dijelom se nalazi u Hrvatskoj, a dijelom u susjednoj Bosni i Hercegovini, dok se sam vrh Golubovog kamena nalazi u BiH.

## Domovinski rat
Golubov kamen je tijekom Domovinskog rata imao veliku ulogu. Na samoj stijeni, ali i po cijelom masivu, neprijateljska vojska je imala brojne bunkere i uporišta s mitraljeskim i snajperskim gnijezdima iz kojih su kontrolirali jedinu cestovnu komunikaciju Dubrovnika s ostatkom Hrvatske. Od samog početka napada na Dubrovnik i okolicu, neprijatelj je držao ovaj vrlo važni strateški položaj. Akcija čišćenja Golubovog kamena krenula je istovremeno i u sklopu Operacije Tigar. Nakon nekoliko neuspjelih pokušaja drugih postrojbi, Golubov kamen očistila je 3. pješačka bojna (Imotska) 4. gardijske brigade. Tom prilikom poginula su šestorica pripadnika te postrojbe. Prvi put otkad je ustrojeno Hrvatsko ratno zrakoplovstvo, u napadu na Golubov kamen sudjelovao je i jedan Mig 21. Oslobađanjem Golubovog kamena, Dubrovnik je nakon 9 mjeseci opsade napokon deblokiran s kopna i cestovno povezan s ostatkom Hrvatske.

## Vanjske poveznice
- Obilježavanje obljetnice oslobođenja Golubovog kamena